# إيفان ميخيا
إيفان ميخيا (بالإنجليزية: Ivan Mejia)‏ هو لاعب كرة قدم كولومبي في مركز الهجوم، ولد في 9 مايو 2001 في ميديلين في كولومبيا يلعب حالياً في نادي القبيلة الإماراتي.

## وصلات خارجية
- إيفان ميخيا على موقع قاعدة بيانات كرة القدم.إي يو (الإنجليزية)
- إيفان ميخيا على موقع Soccerway.com (الإنجليزية)